# 저족
저족(氐族)은 청해호(지금의 청해성) 주변에 거주하였던 티베트계 민족이다. 파(巴) 지역에 살던 저족을 파저족(巴氐族)이라 부르기도 한다. 기원전 2세기경부터 지금의 청해성 지역에서 유목생활을 하며 살았다고 한다. 근처에는 마찬가지로 유목생활을 생업으로 삼던 강족이 있었다.

## 행적
《위략》의 〈서융전〉에 의하면, 저족은 단일 종족은 아니었지만, 중국에는 여러 벌레(蟲)가 사는데 그것이 이들 저족이 입는 옷의 색깔이 같아서 종족의 이름을 삼았다고 한다. 저족은 양을 토템으로 하는 강족과 근본적으로는 다르다고 하며, 백적과도 다른 것으로 알려졌다.
후한 말기 건안 연간(196년 ~ 220년)에 저족의 수령인 흥국저왕(興國氐王) 아귀(阿貴)와  백항저왕(白項氐王) 양천만(楊千萬)은 각각 1만여 부락을 거느리고 있었다. 건안 16년(211년), 그들은 마초를 따라 조조에 맞서 봉기를 일으켰다(동관 전투). 그러나 그 후, 조조의 대장 하후연에게 패하여 아귀는 멸망당했고, 양천만은 서남쪽으로 달아나 익주로 망명하였다. 그러나 그 부족의 대다수는 떠나지 못하고 조조군에게 항복하였다. 조조는 저족의 5만여 부락을 부풍·천수의 경계지역에 분산·이주시켰다. 이후 저족은 한족과 잡거를 하여 동화되었다.
저족은 오호십육국 시대에 흉노·선비·강·갈과 함께 중국의 영내로 진출하여, 구지·성한·전진·후량 등의 나라를 세웠다. 그 중에서도 부견이 세운 전진은 전연 등 다른 여러 나라들을 차례로 흡수하여 화북을 통일하였다. 그러나 천하통일을 노리고 일으킨 원정군이 동진에게 대패한 것이 원인이 되어 전진은 몰락하였고(비수대전), 결국 394년에 멸망하였다.
남북조시대 말기인 580년에는 마지막 저족 국가였던 구지가 양견에게 멸망하였다. 이후에는 한족과 동화되어 정사의 기록에서 사라졌다.

## 저족의성씨
저족은 각자 성씨를 지니고 있었는데, 그들의 성씨는 중국의 성씨와 같았다고 한다.
- 이(李) : 성한
- 양(楊) : 구지
- 부(苻) : 전진 - 350년 이전에는 포(蒲)씨였다.
- 여(呂) : 후량
- 영호(令狐) : 구지의 초대 군주 양무수(楊茂搜)의 원래 성씨로, 자녀가 없었던 외숙인 저왕 양비룡(楊飛龍)의 양자가 되어 양씨로 개성하였다.
- 강(强) : 약양군 출신의 저족 성씨로, 전진의 초대 황제 부건의 황후인 명덕황후(明德皇后)의 일족이다. 218년 당시 음평(陰平)의 저족 수령이었던 강단(强端)이 이 성씨의 인물인지는 알 수 없다.
- 제(齊) : 제만년

## 같이 보기
- 창족
- 후량 (오호 십육국)
- 전진 (오호 십육국)
- 구지